# Van Oord

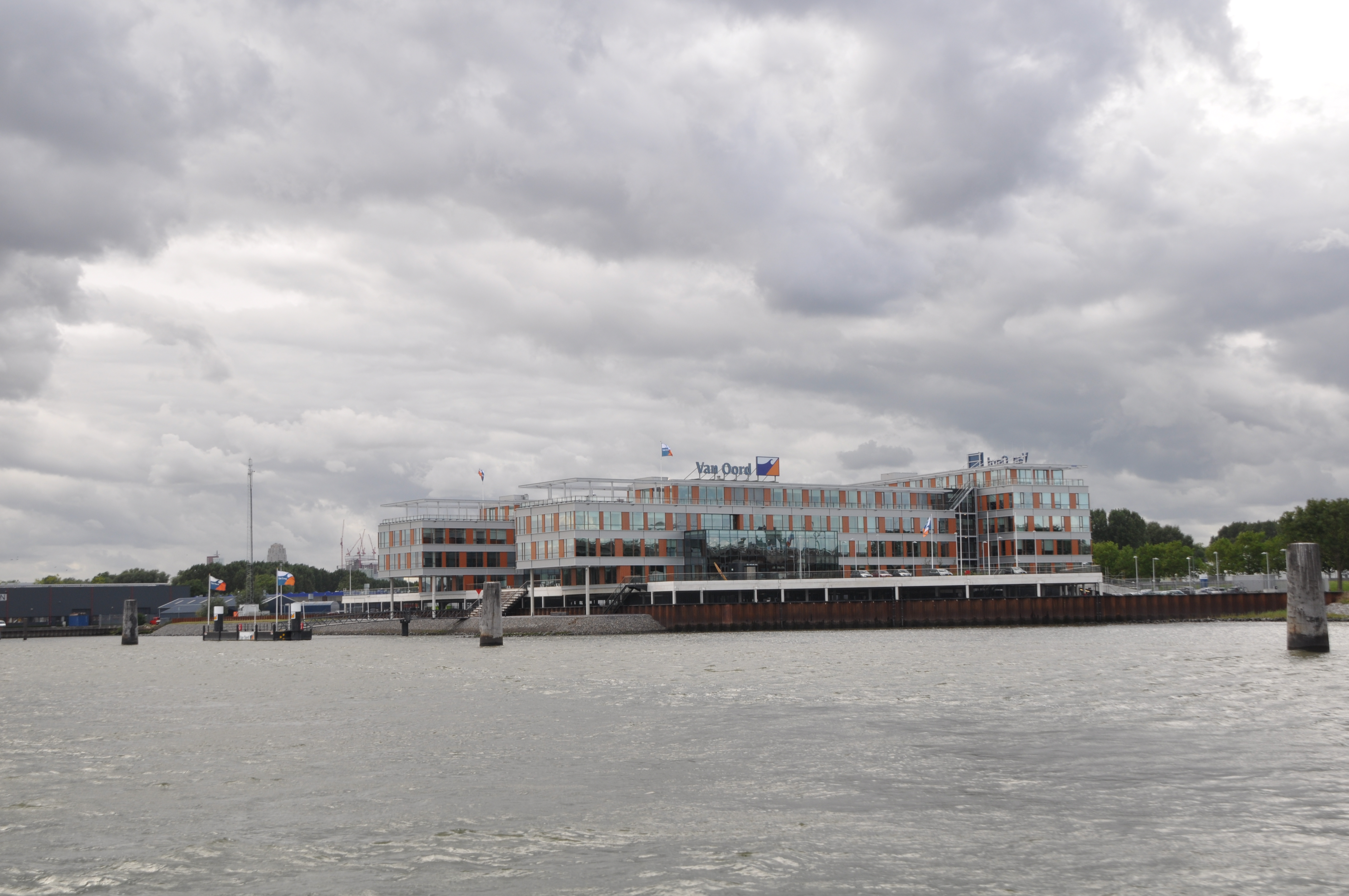
Van Oords Hauptsitz am Ufer der Nieuwe Maas in Rotterdam

Die Van Oord N.V. ist ein niederländisches, weltweit tätiges Unternehmen, das sich auf die Gebiete Nassbaggerei, Landgewinnung, Wasserbau und Küsteningenieurwesen spezialisiert hat. Van Oord ist eines der vier weltweit führenden Unternehmen in der Branche.
Neben dem Hauptgeschäft, der Baggerindustrie, ist Van Oord auch in der Installation von Offshorebauwerken für die Öl- und Gasindustrie und die Energiewirtschaft (Offshore-Windparks) aktiv. Unter anderem hält das Unternehmen 10 % der Anteile am niederländischen Offshore-Windpark Gemini.
Van Oord betreibt als Reederei etwa 100 Arbeitsschiffe, darunter etwa 70 verschiedene Baggerschiffe und Schwimmbagger. Ein Joint Venture mit Fugro Seacore betreibt die 2012 gebaute Hubinsel WaveWalker 1.

## Geschichte
Das Unternehmen geht zurück auf die Mitte des 19. Jahrhunderts. Gegründet wurde es im Jahr 1868 vom Unternehmer Govert van Oord. Kurze Zeit später übernahm Van Oord die bereits 1854 entstandene Nassbaggerei von Adriaan Volker. Im Laufe der Jahrzehnte wuchs Van Oord durch zahlreiche Projekte und durch Zukäufe von ähnlichen Unternehmen, darunter einige der ältesten und größten Wasserbau-Unternehmen der Niederlande, wie etwa 2003 die Nassbagger-Sparte von Ballast Nedam und der Hollandse Aanneming Maatschappij (HAM).
Zu den zahlreichen Wasserbauprojekten, an denen Van Oord oder seine Tochterunternehmen beteiligt war, gehören unter anderem so bekannte wie der Bau des Nordseekanals, des IJsselmeer-Abschlussdeiches, der Häfen von Surabaja und Jubail, der Oosterschelde-Sturmflutbarriere, der künstlichen Insel für den Hong Kong International Airport, der künstlichen Inseln Palm Islands in Dubai und die Erweiterung Maasvlakte 2 des Hafens Rotterdam.
Im Juli 2018 wurde bekannt, dass Van Oord den Geschäftsbereich MPI Offshore Ende September 2018 von der Vroon Groop übernimmt.